# Manius Acilius Glabrio (consul en 186)
Pour les articles homonymes, voir Acilius Glabrio.
Manius Acilius Glabrio (fl. aut. 173-186) est un homme politique de l'Empire romain.

## Biographie
Fils de Manius Acilius Glabrio Gnaeus Cornelius Severus et de sa femme Annia Vibia Faustina.
Il est consul suffect autour de 173 et en 186. À la mort de Commode, il s'est vu offrir la dignité impériale qu’il abhorrait.
Il avait pour fils Manius Acilius Glabrio et pour fille Acilia Frestana, mariée avec son cousin germain Tiberius Claudius Cleobulus.